# Эрар I де Бриенн
Эрар I (фр. Érard I de Brienne) (ум. до 1125) — граф де Бриенн, по правам жены — сеньор де Рамрю. 

## Биография
Родился ок. 1070 года. Старший сын Готье I де Бриенна и его жены Евстахии де Тоннер.
Участник Первого крестового похода в составе отряда графа Шампанского. Также был в Палестине в 1114 году.
Жена — Аликс де Мондидье, дочь и наследница Андре де Мондидье, сеньора де Рамрю. Дети:
- Готье II (ум. ок. 1161), граф де Бриенн, сеньор де Рамрю.
- Ги (ум. не ранее 1143).
- Фелисита, 1-й муж — Симон I де Бруа, 2-й муж — Жоффруа III де Жуанвиль.